# بزرگ‌زبان تنومند
بزرگ‌زبان تنومند (نام علمی: Zaglossus robustus) نام یک گونه از سرده مورچه‌خورک پوزه‌دراز است.